# Любиша Стефанович
Любиша Стефанович (сербохорв. Ljubiša Stefanović, 4 січня 1910, Белград, Сербія — 17 травня 1978, Ніцца, Франція) — югославський футболіст, що грав на позиції захисника. По завершенні ігрової кар'єри — тренер.
Виступав, зокрема, за клуб «Сент-Етьєн», а також національну збірну Югославії.
Володар Кубка Франції. 

## Клубна кар'єра
У дорослому футболі дебютував 1926 року виступами за команду клубу «Вардар» (Белград). 
Згодом з 1927 по 1933 рік грав у складі команд клубів «Єдинство», БСК «Белград», а також у Франції за «Сет» та «Нім-Олімпік».
Своєю грою за останню команду привернув увагу представників тренерського штабу клубу «Сент-Етьєн», до складу якого приєднався 1933 року. Відіграв за команду із Сент-Етьєна наступні чотири сезони своєї ігрової кар'єри.
Протягом 1937—1938 років захищав кольори команди клубу «Тулуза».
Завершив професійну ігрову кар'єру у клубі «Олімпік» (Авіньйон), за команду якого виступав протягом 1938—1939 років.

## Виступи за збірну
1930 року дебютував в офіційних матчах у складі національної збірної Югославії. Протягом кар'єри у національній команді, яка тривала 1 рік, провів у її формі 4 матчі.
Був учасником чемпіонату світу 1930 року в Уругваї, де зіграв проти Бразилії (2:1), Болівії (4:0) і Уругваю (1:6).

## Кар'єра тренера
Розпочав тренерську кар'єру, повернувшись до футболу після невеликої перерви, 1943 року, очоливши тренерський штаб клубу «Сет». Досвід тренерської роботи обмежився цим клубом.
Помер 17 травня 1978 року на 69-му році життя у місті Ніцца.

## Титули і досягнення
- Володар Кубка Франції (1):

«Сет»: 1930
- Бронзовий призер чемпіонату світу: 1930